# Skansholm
Skansholm är en småort i Vilhelmina distrikt (Vilhelmina socken) i Vilhelmina kommun, Västerbottens län (Lappland).

## Befolkningsutveckling
| Befolkningsutvecklingen i Skansholm 1960–2015 | Befolkningsutvecklingen i Skansholm 1960–2015 | Befolkningsutvecklingen i Skansholm 1960–2015 | Befolkningsutvecklingen i Skansholm 1960–2015 | Befolkningsutvecklingen i Skansholm 1960–2015 |
| --------------------------------------------- | --------------------------------------------- | --------------------------------------------- | --------------------------------------------- | --------------------------------------------- |
|                                               |                                               |                                               |                                               |                                               |
| År                                            |                                               |                                               | Folkmängd                                     | Areal (ha)                                    |
| 1960                                          | 1960                                          |                                               | 204                                           |                                               |
| 1990                                          | 1990                                          |                                               | 74                                            | 18#                                           |
| 1995                                          | 1995                                          |                                               | 76                                            | 19#                                           |
| 2000                                          | 2000                                          |                                               | 69                                            | 20#                                           |
| 2005                                          | 2005                                          |                                               | 74                                            | 20#                                           |
| 2010                                          | 2010                                          |                                               | 73                                            | 22#                                           |
| 2015                                          | 2015                                          |                                               | 93                                            | 60#                                           |
| Anm.: Ej tätort 1965 # Som småort.            |                                               |                                               |                                               |                                               |